# Miltochrista kulingensis
Miltochrista kulingensis là một loài bướm đêm thuộc phân họ Arctiinae, họ Erebidae.